# Rudolph Zacharias Becker
Rudolph Zacharias Becker, född den 9 april 1752 i Erfurt, död den 28 mars 1822 i Gotha, var en tysk folkskriftställare.
Becker uppsatte som lärare vid den basedowska Philanthropinum i Dessau Dessauische zeitung für die jugend (1782), vilken 1797 fick namnet Nationalzeitung der deutschen. 1791 grundade Becker Anzeiger, som 1806 fick titeln Allgemeiner anzeiger der deutschen.
Av fransmännen blev han 1811 kastad i fängelse. För de lidanden, vilka han där utstod under 17 månader, redogjorde han i en skrift, som utgör ett intressant bidrag till tidens historia. Han grundlade Beckerska bokhandeln i Gotha.
Beckers förnämsta verk är folkboken Noth- und hülfsbüchlein für bauersleute oder lehrreiche freuden- und trauergeschichte des dorfes Mildheim (1787-98), i vilken han på ett levande och tilltalande sätt visar, hur ett förvildat samhälle kan förbättras genom en ändamålsenlig självbildning.